# Alfredo Porzio
Alfredo Porzio (Buenos Aires, 31 augustus 1900 – aldaar, 14 september 1976) was een Argentijns bokser, actief bij de zwaargewichten.
Als amateur werd hij in 1923 in zijn thuisland Zuid-Amerikaans kampioen. Hij nam deel aan de Olympische Spelen van 1924 in Parijs. Hij behaalde de bronzen medaille.
Daarna bokste hij nog zes gevechten als professional, waarvan hij er drie won, twee verloor en er één onbeslist eindigde.
Na zijn carrière werd hij, samen met zijn broer Tino Porzio, manager van diverse Argentijnse boksers.